# Noemí Simonetto de Portela
Pour les articles homonymes, voir Simonetto.
Noemí Simonetto de Portela (née le 1er février 1926 à Buenos Aires et morte le 20 février 2011 dans la même ville) est une athlète argentine spécialiste du saut en longueur, du saut en hauteur et des épreuves de sprint.
Elle remporte dans diverses disciplines dix-sept médailles dont onze titres lors des Championnats d'Amérique du Sud d'athlétisme, de 1941 à 1947.
En 1948, elle participe aux Jeux olympiques de Londres et remporte la médaille d'argent du concours de la longueur (5,60 m), s'inclinant de neuf centimètres face à la Hongroise Olga Gyarmati.